# Prószków
Prószków là một thị trấn thuộc huyện Opolski, tỉnh Opolskie ở nam Ba Lan. Thị trấn có diện tích 16 km². Đến ngày 1 tháng 1 năm 2011, dân số của thị trấn là 2684 người và mật độ 165 người/km².